# Emanuel Czuber
Emanuel Czuber, född 19 januari 1851 i Prag, död 22 augusti 1925 i Gnigl vid Salzburg, var en österrikisk matematiker.
Czuber blev 1886 professor i matematik vid tekniska högskolan i Brünn och från 1891 vid tekniska högskolan i Wien. Han ägnade sig huvudsakligen åt sannolikhetslära, i vilket ämne han utgav en omfattande lärobok, Wahrscheinlichkeitsrechnung und ihre Anwendung auf Fehlerausgleichung, Statistik und Lebensversicherung (1903), som även omfattar tillämpningar inom statistiken och försäkringsbranschen.  Bland hans övriga verk märks Geometrische Wahrscheinlichkeiten und Mittelwerte (1884) och Vorlesungen über Differential- und Integralrechnung (1906).